# 相変異 (動物)

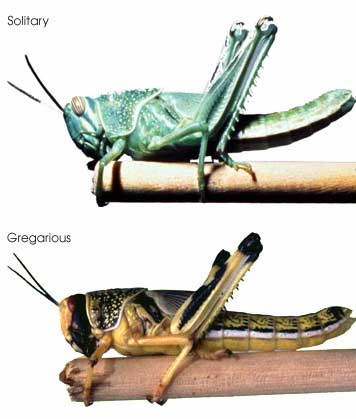
サバクトビバッタ（上）の個体数密度が高いまま世代交代を重ねると、相変異を起こし、翅の長い長翅型（下）に変化する

動物における相変異（そうへんい）とは、主として昆虫において、さまざまな生活条件、特に個体群密度の変化によって、異なる姿と習性をもつ個体が生じることである。

## 概論
動物のなかには、生活の条件の変化に応じて、姿を変えるものがある。条件が悪ければ小さくなるなど、ある程度はどんな動物でも変化するが、中には、羽が生えたり生えなかったりといった、質的に大きく変化するものもある。いわゆる多形性といわれる現象であるが、昆虫では、その変化が個体群密度とかかわりをもつ例があり、そのようなものを相変異という。
飛蝗、いわゆるイナゴの大群といわれるものの研究から発見された。この類のバッタでは、普通の生活をしているバッタが、何世代か続けて過密状態に置かれることで、いわゆる飛蝗に変化することが知られている。この変異は個体群密度の変動によってもたらされるもので、密度効果の一つと考えられる。狭い意味での相変異は、この例と、これに極めて似たものだけを含める。
いわゆる世代交代を行う生物では、異なった世代で異なった姿や生活を行う生物がいるが、それらは二つの世代が規則的に繰り返されることで生活環を全うするものである。これに対して、相変異はあくまでも環境条件の影響で生じるものであり、同一の世代の間に生じるものであるから、全く異なるものである。ただし、ミジンコやアブラムシに見られる有性生殖を行う個体の出現は、環境条件によって、それも個体群密度が強く働いて導かれ、その出現は規則的ではないので、その点で相変異に近く、広い意味ではこれに含める考えもある。最近では、生活史多型の一つとして考える場合もある。
| 雨季 | 乾季 |
| ---- | ---- |
| 上面 | 上面 |
| 下面 | 下面 |

## 飛蝗の場合
極めて多数のバッタ類が群れをなして飛来し、あらゆる植物を食い尽くしながら（蝗害）移動する飛蝗（ひこう）という現象は、世界各地で見られる。日本でもかつて見られたことがある。往々にしてイナゴと呼ばれることがあるが、分類学上はイナゴ類ではなく、トノサマバッタなどに近いバッタ類である。
これらのバッタ類は、大発生の時のみ発見され、それ以外の時期には見られない。近縁のバッタ類は同一地域に常時観察されるが、それとは外見上で明らかに異なる。一般的に普通の生活をするバッタと、それによく似た群飛性のバッタを比べると、後者がより翅（はね）が長く、跳躍に使われる後脚は短い。また、体色は後者の方が黒っぽい。当然ながら、両者は別種と考えられていた。しかしながら、詳細に調べると、両者の中間型があったり、分類上の重要な特徴とされる生殖器の構造に、はっきりした差異が認められないなどの問題があった。

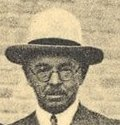
ボリス・ウヴァロフ

これらが同一種の変異であることを発見したのは、ボリス・ウヴァロフ (1921) である。彼は当初、これらの種の区分を探すために研究を開始したが、やがて群飛性のバッタの卵から中間型や普通の生活のものが生まれるのを発見し、両者が同一の種であり、その中の異なった相であることを確認した。そこで、彼はこの二つの型がどのようにして変化するかを調べ、定住する孤独型からときおり生じる群生相のものが生まれ、それがまとまって移住することで新たな生息地へ移り、そこで再び孤独相を生むのだという「相説」を発表した。彼と親交のあった南アフリカのヤコブス・フォールは孤独相のバッタの幼虫を密集状態で飼うことで群生相に近い中間型が出現することを見いだした。さらにこの状態が続けば、ほぼ二世代を経て、完全な群飛性の型が生じるという。
孤独相から群生相への変異は、生育中の幼生が過密状態で育つことで引き起こされる。ある程度過密な状態で育った幼生は、次第に体色が濃くなり、互いに接近して共に移動する性質が強くなる。それがさらに過密な状態を作り出すという、いわば正のフィードバックが働き、やがて全個体が移動を始めるに至る。移動先で成虫が産卵すれば、その卵から産まれた幼生は初めから群生相的で、生まれてすぐに互いに身を寄せ、共に歩いて移動するという。このように相の変化が世代を越えて引き継がれる傾向がある。
なお、群生相への変化の原因は、1つには物理的接触であり、たとえば幼虫を単独飼育しても、絶え間無く何かが体に触れるような条件をつくれば、群生相に近い姿になる。また、フェロモンの影響もあることが知られる。
一般的な傾向として、乾燥地帯で群飛が始まり、降雨のあった地域で終焉する傾向があるという。つまり、この変異は、生育を維持するのに困難な場所から、新たな生育地への移動を促すという、適応的な意味があるものと考えられる。
日本ではトノサマバッタがこのような相変異をもつことが知られており、過去には小規模ながらも飛蝗が見られた記録がある(享保の大飢饉)。近年では、2007年に関西国際空港拡幅のための二期島工事中に、飛蝗が発生した。大阪府立環境農林水産総合研究所・食の安全研究部防除グループによると、2007年6月には、二期島内に3884万匹のトノサマバッタが生息していた。飛蝗による視界妨害や、大量の幼虫を轢くことによるスリップなどの事故防止のため、薬剤散布で防除（駆除）し、100万匹を割ったところで防除を打ち切った。最終的に、エントモフトラ属（ハエカビ属・ハエカビ目）のカビ感染により、トノサマバッタの大発生は終息した。日本ではエントモフトラ属を始めとする天敵が存在するため、平常時はトノサマバッタが大量に生育するような環境は存在しないという。飛蝗の発生が見られるのは、造成地や山火事跡地など、一時的に天敵が存在しない環境である。

## ヨトウムシの例
同様な孤独相と群生相との相変異が、ヨトウムシ類でも知られている。やはり体色が濃くなり、移動性が強くなって、群れをつくって畑から畑へと移動するのが知られる。

## 長翅型と短翅型
昆虫において、より広い分類群に見られるのが、生育条件に応じて翅の長いものと短いものが出現する例である。これを翅多型という。カメムシ目に例が多く、アメンボ類・ナベブタムシ・ウンカなどに多くの例がある。短翅型ではなく無翅型を生じるものもある。アブラムシ類では、翅の有無に加えて生殖の様態（単為生殖か有性生殖か）がリンクする場合もある。コオロギ類のカマドコオロギやマダラスズ、コウチュウ類のマメゾウムシなどにも同様の翅多型が知られている。
これらの昆虫では、長翅型の個体がバッタのように集団行動をとることはないが、いずれも短翅型は同一の場所に止まって繁殖するのに対し、長翅型は移動性が高く、新しい繁殖場所を探しに出掛けるものと考えられる。このような現象も広い意味では相変異に含まれる。
多くの例では集団の個体群密度が高くなると長翅型が出現し、遠距離を飛んで新たな繁殖場所を開発するものと考えられている。長翅型が新たな場所に定着すると、そこで繁殖が始まり、生まれてくる個体は短翅型になる。
その他、コオロギ類の場合、短日条件下ではどんな条件でも長翅型が発生せず、長翅型は長日条件でしか発生しないことが知られている。つまり、移動相は春から夏に出現して、この時期に生息域を広めるような活動をする、ということである。これは、相変異が季節的変異と重なる一面を持つことを意味しており、興味深い事例である。実際に、ガには季節的な変異の中で、翅の発達の程度が変化して、ある時期には翅が縮んで飛べない個体を生じるヒメモンシロドクガのような例もある。
なお、飛蝗の例とは異なり、これらの昆虫で長翅型が生まれる場合でも、同時に短翅型も生まれ、両者が混在するのが普通である。

## 関連事項
飛蝗の群生相において体色が暗色化することは、相変異の結果と考えられるが、同様の変化は、ヨトウムシにも見られる。それだけでなく、相変異を示さない昆虫においても、密度を高めて飼育すると体色が黒っぽくなる例も知られており、むしろ高密度によるストレスに対する生理的な反応に過ぎないのではないかとの意見もある。
また、飛蝗の孤独相から群生相への変化の場合、普通は中間型を経て2世代程度で変化が完了する。この、変化に複数世代を必要として、その間で変化の方向が一定に保たれる現象は、いわゆる獲得形質の遺伝を想像させるものである。もちろん、そのようなことは考えられないので、細胞質を通じて何らかの物質が蓄積される、などのことが考えられている。